# Aidar Akayev
Aidar Askarevich Akayev (em quirguiz: Айдар Аскарович Акаев; 20 de fevereiro de 1976 - 5 de fevereiro de 2020) foi um empresário, politico e figura pública quirguiz. Ele era filho do ex-presidente do Quirguistão, Askar Akayev, e primeiro marido de Aliya Nazarbayeva, a filha mais nova do ex-presidente do Cazaquistão, Nursultan Nazarbayev.
Aidar estudou na Universidade de Maryland e se formou em 1998 em administração e negócios. Voltando ao Quirguistão no final daquele ano, tornou-se diretor do Escritório de Representação do Kazkommertsbank em Bishkek. Mais tarde, mudou-se para Almaty, no Cazaquistão, onde trabalhou no Kazkommertsbank, o maior banco do país. Enquanto trabalhava em Almaty, Akayev, então com 24 anos, conheceu Aliya Nazarbayeva, de 18 anos, filha do presidente do Cazaquistão Nursultan Nazarbayev, e eles se casaram em 1999. O casamento durou pouco, porém, com os dois se separando em 2001. Segundo a BBC, o casamento foi “visto por muitas pessoas como um retorno à antiga tradição da Ásia Central de cimentar laços políticos com os familiares”.
Em fevereiro de 2001, Akayev atuou como conselheiro-chefe do Ministro das Finanças do Quirguistão. De 23 de dezembro de 2004 a 30 de março de 2005, ele atuou simultaneamente como Presidente do Comitê Olímpico Nacional da República do Quirguistão, bem como como Presidente da Federação de Boxe do Quirguistão. Em 18 de janeiro de 2005, Akayev apresentou um requerimento de participação nas eleições parlamentares de fevereiro, nas quais foi eleito para o parlamento com 79,65% dos votos.
A irmã mais velha de Akayev, Bermet Akayeva, também foi eleita para o Jogorku Kenesh, o que causou  uma enorme indignação por parte da oposição e protestos populares porque os resultados das eleições foram considerados fraudulentos. Os acontecimentos que se desenrolaram no país ficaram conhecidos como Revolução das Tulipas. Culminou em 24 de março de 2005, quando uma multidão tomou conta do palácio presidencial em Bishkek e seu pai e sua família foram forçados a fugir de helicóptero para o vizinho Cazaquistão. Aidar Akayev foi privado de todos os cargos governamentais, incluindo a sua participação no Jogorku Kenesh, ademais, o procurador-geral do país apresentou acusações criminais contra ele por desvio de fundos estatais, fraude financeira e apropriação indébita de propriedade alheia sob ameaça de força.
Akayev viveu então no exílio com seu pai em Moscou. A Federação Russa recusou-se a entregá-lo às autoridades do Quirguistão. Ele morreu de parada cardíaca súbita em Moscou em 5 de fevereiro de 2020, aos 43 anos.